# Predotkriće
Predotkriće (eng. precovery, skraćeno od pre-discovery recovery, rus. наблюдения до открытия, наблюдения небесных тел до их официального открытия, fra. pré-découverte) je u astronomiji proces pronalaženja slike objekta na starim arhiviranim slikama ili fotografskim pločama radi izračunavanja točnije orbite. Ovo se najčešće događa s malim planetima, ponekad s kometima, patuljastim planetima, prirodnim satelitima ili zvijezdama na starim arhiviranim slikama; čak su predotkriveni egzoplaneti. Dok se pojam predoktrića (eng. precovery) odnosi na sliku naknadno prepoznatu na starim slikama, vraćanje/oporavak (eng. recovery) odnosi na slikanje tijela koji je našem oku bio izgubljen (npr. iza Sunca), ali je opet vidljiv. Usporedi izgubljeni mali planet i izgubljeni komet).
Određivanje orbite sadrži višekratno mjerenje pozicije. Što su razmaci između mjerenja više vremenski udaljeniji, točnije će se izmjeriti orbita. Kod novootkrivenog objekta dostupni su samo položaji stari nekoliko dana ili tjedana, što je dovoljno tek za preliminarno ne sasvim precizno izračunavanje.

## Vanjske poveznice
- (eng.) SkyMorph GSC  Arhivirana inačica izvorne stranice od 2. ožujka 2012. (Wayback Machine) NASA